# Parallelia sylvestris
Parallelia sylvestris là một loài bướm đêm trong họ Erebidae.